# 이토 가오루 (배우)
이토 가오루(일본어: 伊東 薫, 1922년 7월 29일~1943년 1월)는 일본의 배우이다. 도쿄도 출신했다.